# Manuel de Falla
Manuel de Falla y Matheu (Cadice, 23 novembre 1876 – Alta Gracia, 14 novembre 1946) è stato un compositore spagnolo, esponente dell'impressionismo musicale.

## Biografia
Seguì i primi studi musicali a Cadice, prima di trasferirsi, appena ventenne, a Madrid, dove per quattro anni approfondì la composizione sotto la guida di Felipe Pedrell, che gli fece conoscere Claude Debussy.
Esordì con opere da camera, passando dalla zarzuela all'opera teatrale La vida breve (1904-1905), che ricevette premi e riconoscimenti. Altrettanto successo lo ebbe anche con El amor brujo, molte volte portato anche al cinema e nel quale il folklore subisce un reimpasto innovativo visto attraverso una lente deformata, che colora in modo originale tutta la Spagna, lavandola da tutti i banali stereotipi, e la fa entrare in un mondo tutto dominato da vizi (come la corrida, le feste e l'incantesimo delle notti), seduzioni e tradizioni, il tutto scritto in un linguaggio moderno ed elaborato ma mai senza cadere in passi falsi. Dimostrazione di tutto ciò è la Danza del Fuoco, ballata seduttivamente dalla protagonista in una scena clou del balletto e intenta principalmente ad allontanare gli spiriti malvagi; la danza ha un contenuto quasi religioso, che trascende l'umano sino ad arrivare alla magia più totale.
Dal 1907 al 1914 soggiornò a Parigi, dove venne a contatto con Debussy e Maurice Ravel. Una volta scoppiata la guerra in Spagna, trascorse cinque anni nella capitale e poi a Granada. Grazie all'amicizia con Federico Garcia Lorca fondò una compagnia di spettacoli e balletti.
Le sue composizioni fino al 1922 sono conosciute come le "francesi", denominazione da intendersi non in senso nazionalistico, ma in quello di un preciso "genere" musicale le cui caratteristiche sono riconducibili ai modelli di Debussy, Isaac Albéniz (il ciclo dei pezzi per pianoforte intitolato Iberia) e di alcune composizioni di Maurice Ravel.
De Falla, insieme ad altri compositori, ricevette una richiesta dalla rivista Revue musicale, diretta da Henry Prunières, per commemorare con un suo lavoro Debussy, morto nel 1918. Nell'agosto del 1920 compose L'homenaje, "Piece de guitarre ècrit pour le tombeau de Debussy", eseguito prontamente da Andrés Segovia e Miguel Llobet, che può essere definito come il brano che dà origine alla letteratura chitarristica moderna. O meglio, il brano che con il suo sapore intimistico e impressionista, costituisce una vera e propria rinascita, dopo l'oblio in cui era caduto lo strumento nel Tardo Romanticismo Ottocentesco. Finalmente la chitarra 
tornava di nuovo ad attualizzarsi perché la musica moderna cercava delle peculiarità adatte alla sua timbrica.  Ricordiamo che la chitarra con la propria identità armonica naturale (basta suonare le sue corde a vuoto per produrre un accordo di stampo impressionista) e coloristica, influenzerà alcuni aspetti dello stile di Claude Debussy, il quale, a sua volta, li trasmetterà a de Falla.
Scrisse un balletto, Il cappello a tre punte, per i Ballets Russes di Sergej Djagilev, grande impresario del tempo che commissionò lavori a Debussy, Ravel, Stravinskij, Satie, Milhaud, R. Strauss e Prokof'ev.
Dopo la vittoria di Franco nella guerra civile (1936-1939), lasciò la Spagna ed emigrò in Argentina. Visse i suoi ultimi anni ad Alta Gracia insieme alla sorella Carmen in una casa, lo chalet "Los Espinillos", che ora ospita il Museo Manuel de Falla. Infatti morì 7 anni dopo il suo abbandono della Spagna. Dopo la sua morte, un suo collega, Ernesto Halffter, completò una sua opera, Atlántida.

## Composizioni

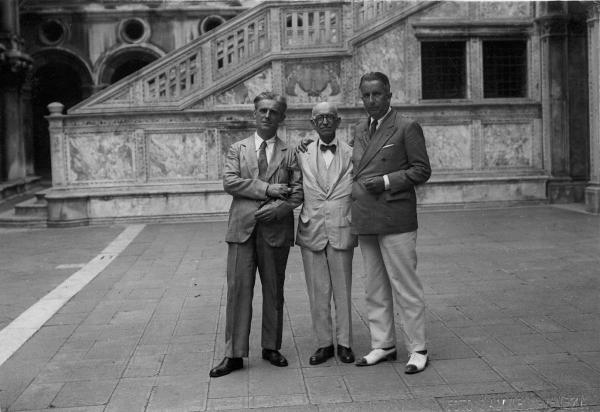
Manuel de Falla, Gian Francesco Malipiero e Alfredo Casella
a Venezia nel settembre 1934

- Melodia (Lied) per violoncello e pianoforte (Inedita, ca. 1888/9)
- Andante e scherzo per quartetto con pianoforte (Inedita, 1888/9)
- La vida breve (1905) (opera)
- Noches en los jardines de Espana (1909-1915) (per pianoforte e orchestra)
- Siete canciones populares espanolas (1914)
- El amor brujo (balletto): rappresentato al Teatro Lara di Madrid il 15 aprile 1915.
- El sombrero de tres picos (balletto): andò in scena all'Alhambra Theatre di Londra il 22 luglio 1919 e le scenografie furono create da Pablo Picasso.
- L'allegro de concierto per pianoforte (1903)
- Tos ojillos negros per voce e pianoforte (1900-1902)
- Fantasia Bètica'' (scritta per Arthur Rubinstein).
- El retablo de maese Pedro (1919-1923) (opera per marionette commissionata dalla principessa di Pestignac, tratto dal Don Chisciotte)
- Concerto (1926) (per clavicembalo, flauto, oboe, clarinetto, violino, violoncello) nel Gran Teatre del Liceu di Barcellona con Wanda Landowska diretta dal compositore
- L'homenaje (1939) (suite di 4 pezzi dedicati a Arbos, Pedrell, Debussy per chitarra, Dukas per pianoforte)
- Atlántida (opera incompiuta) (1962 al Teatro alla Scala di Milano diretta da Thomas Schippers con Teresa Stratas, Giulietta Simionato, Piero De Palma, Lino Puglisi ed Antonio Zerbini)

## Editoria musicale
- Siete Canciones populares españolas, trascrizione per canto e chitarra di Miguel Llobet, revisione di Emilio Pujol, Éditions Max Eschig, Parigi, 2006, ME 9667, ISMN M-045-04495-4